# Wang Lanjing
Wang Lanjing (en chino: 王澜静, Hangzhou, 10 de marzo de 2005) es una deportista china que compite en gimnasia rítmica, en la modalidad de conjuntos.
Participó en los Juegos Olímpicos de París 2024, obteniendo una medalla de oro en la prueba por conjuntos (junto con Guo Qiqi, Hao Ting, Huang Zhangjiayang y Ding Xinyi).
Ganó tres medallas en el Campeonato Mundial de Gimnasia Rítmica de 2023, oro en la prueba de 5 con aro y plata en el concurso completo y en 3 con cinta + 2 con pelota.

## Palmarés internacional
| Juegos Olímpicos   | Juegos Olímpicos  | Juegos Olímpicos | Juegos Olímpicos           |
| Año                | Lugar             | Medalla          | Prueba                     |
| ------------------ | ----------------- | ---------------- | -------------------------- |
| 2024               | París (Francia)   | Medalla de oro   | Conjuntos                  |
| Campeonato Mundial |                   |                  |                            |
| Año                | Lugar             | Medalla          | Prueba                     |
| 2023               | Valencia (España) | Medalla de oro   | 5 con aro                  |
| 2023               | Valencia (España) | Medalla de plata | Concurso completo          |
| 2023               | Valencia (España) | Medalla de plata | 3 con cinta + 2 con pelota |